# Мірзо Турсунзаде
Мірзо Турсунзаде (тадж. Мирзо Турсунзода; *19 квітня (2 травня) 1911, с. Каратаг, Бухарський емірат — 24 вересня 1977, м. Душанбе, Таджицька РСР) — таджицький радянський поет, класик сучасної таджицької літератури. Народний поет Таджикистану (1961). Лауреат Ленінської (1960) і Сталінської 2-го ступеня (1948) премій. Член ВКП(б) (від 1941 року). Писав російською і таджицькою мовами. Депутат Верховної Ради СРСР 2—9-го скликань.

## Біографія
Мірзо Турсунзаде впродовж життя обіймав такі посади:
- Депутат ВР СРСР 2—9 скликань (від 1946 року);
- Член ЦК КП Таджикистану;
- Голова Радянського Комітету солідарності країн Азії та Африки;
- Член Радянського Комітету захисту миру;
- Член Всесоюзного Комітету з Ленінських і Державних премій СРСР у галузі літератури, мистецтва і архітектури при Раді Міністрів СРСР;
- Член Головної редколегії Таджицької радянської енциклопедії;
- академік АН Таджицької РСР (1951);
- Член Президії Всесвітньої Ради миру;
- Член СП СРСР (від 1934 року), секретар правління (від 1959 року);
- Голова правління Спілки письменників Таджицької РСР (від 1946 року).

Нагороди і звання:
- Герой Соціалістичної Праці (1967);
- чотири ордени Леніна;
- Орден Жовтневої Революції;
- три ордени Трудового Червоного Прапора;
- два ордени «Знак Пошани»;
- Орден Болгарської Народної Республіки «Кирила і Мефодія» 2-го ступеня;
- Народний поет Таджицької РСР (1961);
- Міжнародна премія Неру;
- Ленінська премія (1960) — за поеми «Хасан-арбакеш» (1954) і «Голос Азії» (1956);
- Сталінська премія 2-го ступеня (1948) — за вірші «Індійська балада», «Ганг», «Йшли з туманного заходу люди…», «Тара-чандрі», «Висячий сад у Бомбеї», «У людській пам'яті»;
- Премія Ленінського комсомолу Таджицької РСР (1971);
- Герой Таджикистану (2001 — посмертно).

У 1978 році на честь письменника було перейменоване місто Регар — Турсунзаде, тоді ж його ім'я отримав Таджицький Державний інститут мистецтв.
Від 1981 року в Душанбе функціонує меморіальний будинок-музей літератора.

## Вибрані твори
- поема «Сонце країни» (1936);
- поема «Осінь і весна» (1937);
- збірка віршів «Вірші» (1939);
- поема «За Батьківщину!» (1941);
- поема «Син Батьківшини» (1942);
- поема «Наречена із Москви» (1945);
- цикл віршів «Індійська балада» (1947—48);
- цикл стихов «Я с Востока свободного» (1950);
- поема «Хасан-арабакеш» (1954);
- поема «Голос Азії» (1956);
- поема «Вічне світло» (1957);
- поема «Дорога́ моя» (1960);
- поема «Від Гангу до Кремля» (1970).

## Українські видання
Турсун-заде М. Вірші про Індію. Переклад Я. Шпорти. К., 1950. 80 с.